# أدميرالتي (جزيرة)
جزيرة أدميرالتي (بالإنجليزية: Admiralty Island) هي جزيرة في أرخبيل ألكسندر في جنوب شرق ألاسكا. 
طولها 145 كم وعرضها 56 كم ومساحتها 4264 كم. وهي سابع أكبر جزيرة في الولايات المتحدة الأمريكية ورقم 132 في العالم. وهي ضمن جزر إيه بي سي في ألاسكا.
الجزيرة منقسمة تقريبا عن طريق قناة سيمور.
في شرق الجزيرة توجد شبه جزيرة غلاس.
معظم الجزيرة هي محمية طبيعية فيدرالية. وتندرج ضمن غابة تونغاس الوطنية.